# Гребенец
Гребенец е планина, дял от Източна Стара планина, в Област Сливен, на север от Сливенското поле.
Планината Гребенец се издига в южната част на Източна Стара планина с посока изток-запад, с дължина около 20 км и ширина до 10 км. На юг със стръмни склонове се спуска към Сливенското поле, а на запад долината на Сотирска река (ляв приток на Тунджа) я отделя от Сливенска планина. На север долината на река Мараш (десен приток на Мочурица, от басейна на Тунджа) и седловината Калинка (796 м) я отделят и същевременно свързват със Стидовска планина на Стара планина. На изток проломът на река Мараш (Марашки пролом) я отделя от ниския Терзийски баир, който също е част от Стара планина.
Най-високата ѝ точка е връх Гаваните (1034,3 м), разположен в най-западната ѝ част. На изток планината постепенно се понижава и завършва при Марашкия пролом. Билото ѝ е тясно и назъбено, а склоновете ѝ стръмни. Гледана от юг, от Сливенското поле, планината наподобява гребен и от там идва и името ѝ.
Планината е изградена от горнокредни и терциерни пясъчници, песъчливи и варовити мергели. Покрита е с плитки, силно излужени канелени горски почви. В по-голямата си част е заета от ниски дъбови гори.
В средата на планината е разположено село Седларево, а по южната ѝ периферия селата: Горно Александрово, Трапоклово, Глушник и Сотиря.
Западната, висока част на планина попада в природния парк „Сините камъни“.
По източната ѝ граница, през Марашкия пролом, на протежение от 6,4 км преминава участък от първокласен път № 7 Силистра – Шумен – Ямбол – ГКПП „Лесово“.

## Други
На Гребенец е наречена улица в квартал „Белите брези“ в София (Карта).

## Топографска карта
- Лист от карта K-35-41. Мащаб: 1 : 100 000.
- Лист от карта K-35-42. Мащаб: 1 : 100 000.
- Лист от карта K-35-54. Мащаб: 1 : 100 000.